# مارک روسمان
مارک روسمان (انگلیسی: Mark Rosman؛ زادهٔ ۱۹۵۹ (۶۵–۶۶ سال)) کارگردان و فیلم‌نامه‌نویس اهل ایالات متحده آمریکا است. وی از سال ۱۹۸۳ میلادی تاکنون مشغول فعالیت بوده‌است.